# Theodor Wolfram Köhler
Theodor Wolfram Köhler OSB (* 6. November 1936 in Frankenstein, Schlesien) ist ein deutscher Philosoph, Psychologe und Theologe. Von 1989 bis 1991 war er Rektor der Universität Salzburg.

## Leben
Wolfram Köhler trat 1957 in die Benediktinerabtei Neresheim ein. Er studierte Philosophie, Theologie und Psychologie an der Päpstlichen Hochschule Sant’Anselmo in Rom und an den Universitäten Köln, Bonn und Heidelberg. 1969 promovierte er zum Dr. phil. 1970 wurde er als Professor adiunctus an die Philosophische Fakultät der Päpstlichen Hochschule Sant’Anselmo berufen, wo er 1974 außerordentlicher Professor wurde. 1973 wurde er ordentliches Mitglied der Société Internationale pour l’Étude de la Philosophie Médiévale (SIEPM) in Löwen.
1978 wurde er als ordentlicher Professor für Christliche Philosophie und Psychologie an das Philosophische Institut der Universität Salzburg berufen, wo er von 1980 bis 1984 dem Institut vorstand und von 1989 bis 1999 die Abteilung für Philosophische Anthropologie und Grenzfragen der Psychologie leitete. In den Studienjahren 1985/86 und 1986/87 fungierte er als Dekan der Katholisch-Theologischen Fakultät der Uni Salzburg, in den Studienjahren 1989/90 und 1990/91 war er als Nachfolger von Fritz Schweiger Rektor der Universität. 1991 folgte ihm Alfred Kyrer als Rektor nach. 2005 wurde Köhler emeritiert.

## Publikationen
- 1971: Der Begriff der Einheit und ihr ontologisches Prinzip nach dem Sentenzenkommentar des Jakob von Metz O.P., Studia Anselmiana, Fasc. 58, Herder-Verlag, Romae 1971.
- 1981: Psychologische Beobachtungen zum Problem der intuitiven Erkenntnis und ihre erkenntnistheoretischen Implikationen: Antrittsvorlesung gehalten am 6. März 1980 an der Universität Salzburg, Pustet-Verlag, Salzburg/München 1981.
- 1982: Gedächtnisprozesse und Sprachproduktion: eine experimentelle Untersuchung, Europäische Hochschulschriften, Reihe 6, Psychologie, Band 79, Lang-Verlag, Frankfurt am Main/Bern, ISBN 978-3-8204-5900-5.
- 2000: Grundlagen des philosophisch-anthropologischen Diskurses im dreizehnten Jahrhundert: die Erkenntnisbemühungen um den Menschen im zeitgenössischen Verständnis, Geistesgeschichte des Mittelalters Band 71, Brill-Verlag, Leiden/Boston/Köln 2000, ISBN 978-90-04-11623-8,
- 2007: Homo animal nobilissimum: Konturen des spezifisch Menschlichen in der naturphilosophischen Aristoteleskommentierung des dreizehnten Jahrhunderts, Studien und Texte zur Geistesgeschichte des Mittelalters, Band 94, Brill-Verlag, 2007, ISBN 978-90-47-43169-5.
- 2009: De quolibet modo hominis: Alberts des Großen philosophischer Blick auf den Menschen, Lectio Albertina, Band 10, Aschendorff-Verlag, Münster 2009, ISBN 978-3-402-11191-8.